# يفيجينيا شيريكوفا

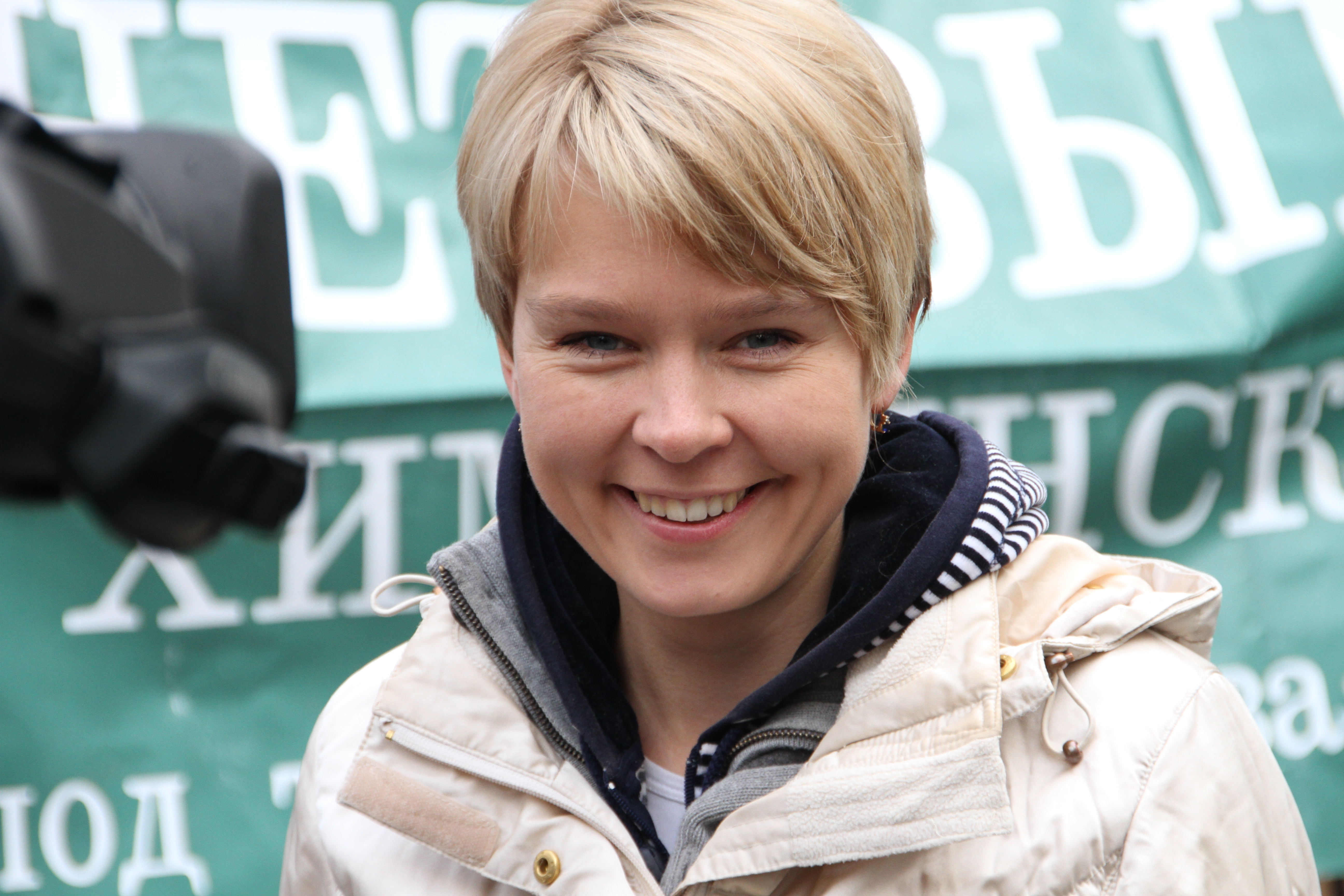
يفيجينا شيريكوفا بشعرها الأشقر في عام 2011

يفجينيا تشيريكوفا (الروسية: Евге́ния Серге́евна Чи́рикова: ولدت في 12 نوفمبر 1976 في موسكو) ناشطة بيئية روسية، معروفة في المقام الأول بمعارضتها لبناء طريق سريع عبر غابة خيمكي بالقرب من موسكو. كما لعبت دورًا بارزًا في الاحتجاجات الروسية 2011-2012 بعد الانتخابات البرلمانية المتنازع عليها في روسيا. كما تم تقدير شيريكوفا في «تحفيز الاهتمام الوطني في الإصلاح السياسي».وهي تعمل حاليًا في إستونيا.

## حملتها

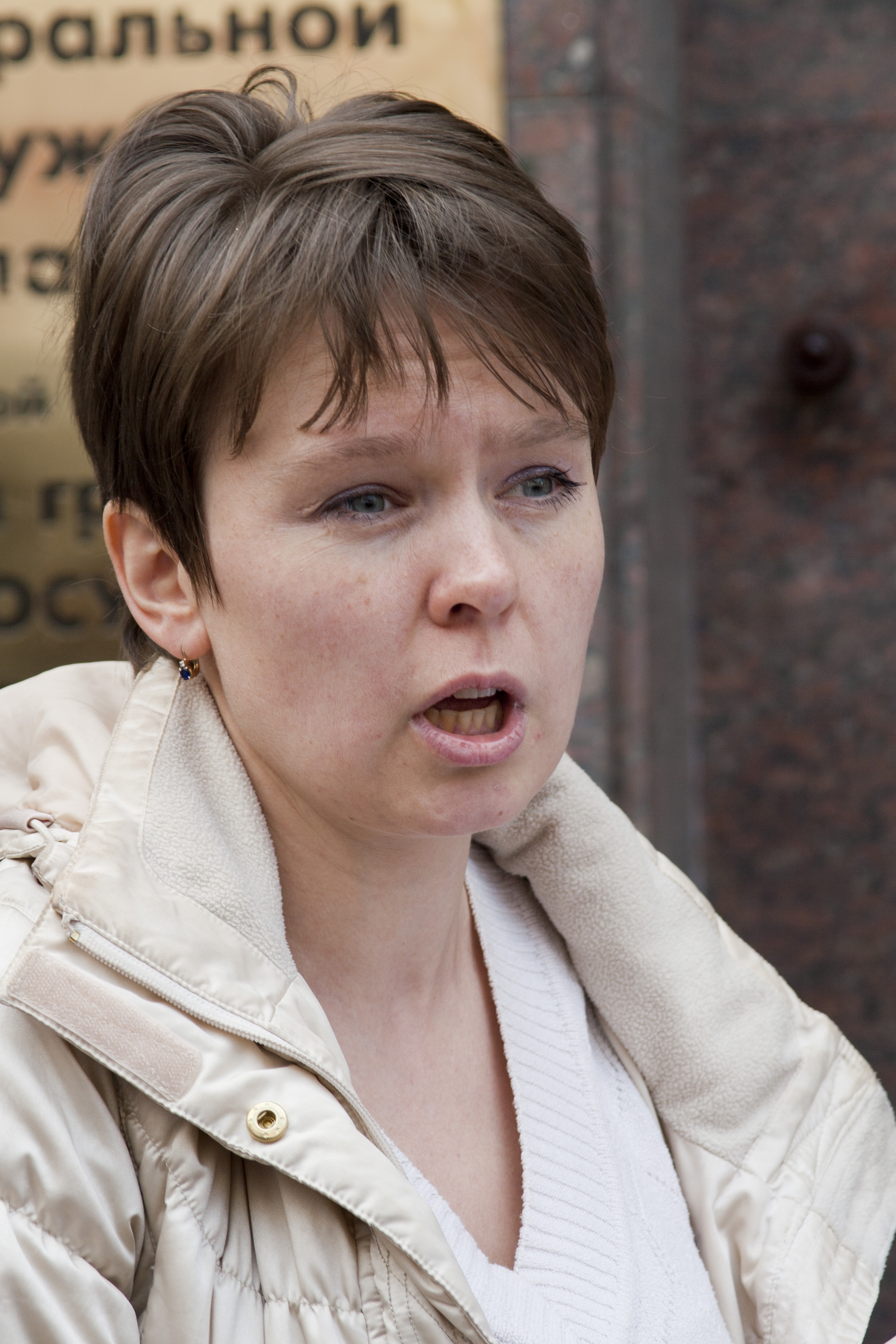
يفيجينيا شيريكوفا بشعرها البني في أبريل 2011

قامت شيريكوفا بحملة ضد بناء طريق عبر غابة خيمكي كانت تعتزم الحكومة بنائه. كما ساعدت في إقناع االبنك الأوروبي لإعادة البناء والتنمية وبنك الاستثمار الأوروبي «بتجنب المشروع».
كانت شيريكوفا موضوعًا للترهيب بسبب حملتها. في عام 2011 زارها المسؤولون الحكوميون، قائلين إنهم تلقوا تعليمات بأخذ أطفالها لأنها كانت تعتدي عليهم. وفقا لشيريكوفا، "كان رد فعلي غضابًا تمامًا. سجلت لنفسي واصفًة ما حدث ونشرت الفيديو على شبكة الإنترنت. كان هناك العديد من المكالمات إلى الحكومة ولذلك انسحبوا.

## الجوائز
في مارس 2011، حصلت على جائزة المرأة الشجاعة التي سلمها نائب الرئيس الأمريكي جو بايدن بنفسه. وفي هذه المناسبة، اقترحت فرض عقوبات على السياسيين الروس بمن فيهم وزير النقل إيغور ليفيتين.
في عام 2012، كانت الفائزة بجائزة جولدمان البيئية، وحصلت على جائزة قيمتها 150000 دولار أمريكي. [لقد قالت إنها ستنفق المال لإنشاء مجموعة حملة تسمى أرضنا (بالروسية: наша земля) لمحاربة حملات بيئية مماثلة في غابة خيمكي.
وفي نوفمبر 2012، صنفت مجلة فورين بوليسي واحدة من أفضل 100 من المفكرين العالميين لعام 2012 حسب تصنيف المجلة.

## العائلة
تزوجت يفيجينيا شيريكوفا من رجل الأعمال الروسي ميخايل ماتيفيف، ولديهما ولدين حتي الآن.